# Matt Ray
Matt Ray (20 de agosto de 1995) es un deportista estadounidense que compite en ciclismo en la modalidad de BMX estilo libre. Consiguió una medalla de plata en los X Games.

## Medallero internacional
| \| X Games de Verano \| X Games de Verano \| X Games de Verano \| X Games de Verano \| \| Año \| Lugar \| Medalla \| Prueba \| \| ----------------- \| --------------------------- \| ----------------- \| ----------------- \| \| 2019 \| Mineápolis (Estados Unidos) \| Medalla de plata \| Calle \| |                             |                  |        |
| X Games de Verano |                             |                  |        |
| Año | Lugar                       | Medalla          | Prueba |
| 2019 | Mineápolis (Estados Unidos) | Medalla de plata | Calle  |